# ルッツ・ファンネンシュティール
ルッツ・ファンネンシュティール（独: Lutz Pfannenstiel、1973年5月13日 - ）は、ドイツのサッカー選手、指導者。選手としてのポジションはゴールキーパー。

## 経歴
ファンネンシュティールはキャリアを通して世界中の25ものクラブに在籍している。母国ドイツの他、イングランド、ニュージーランド、シンガポール、アルメニア、ブラジル、南アフリカ、フィンランド、マレーシア、マルタ、ベルギー、カナダ、ナミビア、ノルウェー、アルバニアでプレーした。2008年にブラジルのCAエルマン・アイシンジェルと契約した時、世界初の6大陸全てのクラブに在籍した選手となった。
近年は指導者としても活動し、2008年4月に同じくドイツ国籍のラインホルト・ファンツが指揮を執るキューバ代表のGKコーチに就任した。2009年4月にはノルウェーのマングレルド・スターにコーチ兼任で移籍し、同年10月には監督兼任でナミビアのランブラーズFCに移籍した。ランブラーズでの監督業の傍ら、ナミビア代表ゴールキーパーコーチも務めている。
2009年10月には自叙伝を発売し、2010 FIFAワールドカップでは第2ドイツテレビの解説者として活動している。
また、2009年よりグローバル・ゴール（Grobal Goal）というプロジェクトを立ち上げ、地球温暖化防止を訴えている。2010年12月には活動の一環として南極での試合を予定しているほか、アマゾン、ネパール、ナミビア、タンザニアなどでの試合を計画している。このプロジェクトにはアウダイール、ブライアン・ラウドルップ、カルロス・バルデラマ、カフー、ベベット、オーレ・グンナー・スールシャールなどのサッカー選手が協力している。
2011年限りで現役を引退し、同年からはTSG1899ホッフェンハイムのスカウトを務めている。

## 所属クラブ
| 在籍期間  | クラブ                                            | 国               | 出場 |
| --------- | ------------------------------------------------- | ---------------- | ---- |
| 1991-1993 | 1.FCバート・ケッツティング                        | ドイツ           | 68   |
| 1994      | ペナンFA                                          | マレーシア       | 12   |
| 1994-1995 | ウィンブルドンFC                                  | イングランド     | 0    |
| 1995      | ハムルーン・スパルタンズFC（ローン）              | マルタ           | 4    |
| 1995-1997 | ノッティンガム・フォレストFC                      | イングランド     | 0    |
| 1995      | シント＝トロイデンVV（ローン）                    | ベルギー         | 4    |
| 1996      | センバワン・レンジャーズFC（ローン）              | シンガポール     | 22   |
| 1996-1997 | オーランド・パイレーツFC（ローン）                | 南アフリカ共和国 | 7    |
| 1997      | TPV                                               | フィンランド     | 8    |
| 1997      | FCハカ                                            | フィンランド     | 0    |
| 1998-1999 | SVヴァッカー・ブルクハウゼン                      | ドイツ           | 14   |
| 1999-2000 | ゲイラン・ユナイテッドFC                          | シンガポール     | 46   |
| 2001      | ダニーデン・テクニカル                            | ニュージーランド | 18   |
| 2001-2002 | ブラッドフォード・パーク・アベニューAFC（ローン） | イングランド     | 1    |
| 2001-2002 | ハダースフィールド・タウンFC                      | イングランド     | 0    |
| 2002      | ダニーデン・テクニカル                            | ニュージーランド | 18   |
| 2002-2003 | ASVカーム（ローン）                               | ドイツ           | 12   |
| 2002-2003 | ブラッドフォード・パーク・アベニューAFC（ローン） | イングランド     | 14   |
| 2003      | ダニーデン・テクニカル                            | ニュージーランド | 18   |
| 2003      | ベルムSK（ローン）                                | ノルウェー       | 13   |
| 2004      | カルガリー・マスタングス                          | カナダ           | 28   |
| 2004-2006 | オタゴ・ユナイテッド                              | ニュージーランド | 36   |
| 2006-2007 | KSヴラズニア・シュコダル                          | アルバニア       | 14   |
| 2007      | FCベントニト・イジェヴァン                        | アルメニア       | 12   |
| 2007      | ベルムSK                                          | ノルウェー       | 9    |
| 2007      | バンクーバー・ホワイトキャップスFC                | カナダ           | 4    |
| 2008      | CAエルマン・アイシンジェル                        | ブラジル         | 12   |
| 2008      | フレッケレイIL                                    | ノルウェー       | 14   |
| 2009      | マングレルド・スター                              | ノルウェー       | 11   |
| 2009-2011 | ランブラーズFC                                    | ナミビア         | 45   |